# Захаревська Дача
Захаревська дача — заповідне урочище в Україні. Об'єкт природно-заповідного фонду Сумської області. Розташований на відстані 8 км. на південний захід від с. Осоївка. 
Площа - 4 га, статус надано 28.07.1970 р. Перебуває у користуванні ДП «Краснопільське лісове господарство» (Верхньосироватське лісництво, кв. 60 (діл. 3, 9, 12).
Охороняється ділянка дубово-липових лісових насаджень віком близько 130 років. На території мешкають види тварин,
що охороняються Бернською конвенцією про охорону дикої флори та фауни і природних середовищ існування в Європі – жаба гостроморда, соловейко східний, сова сіра, вільшанка, вівчарик-ковалик, волове очко, зеленяк, яструб великий та малий, горихвістка звичайна, вухань звичайний та ін.